# Esterhuysenia drepanophylla
Esterhuysenia drepanophylla är en isörtsväxtart som först beskrevs av Rudolf Schlechter och A. Berger, och fick sitt nu gällande namn av H.E.K. Hartmann. Esterhuysenia drepanophylla ingår i släktet Esterhuysenia och familjen isörtsväxter. Inga underarter finns listade i Catalogue of Life.